# Saadja ben Josef
Saadja ben Josef (eller Saadia Gaon, båda ombildningar av hans arabiska namn, Sa’íd el-Fajjúmi), född 882 i Fajum i Egypten, död 942, judisk teolog.
Han valdes 928 till gaon, det vill säga styresman för judiska akademien i Sura i Babylonien, men ådrog sig snart de styrandes missnöje genom sin självständighet och avsattes redan år 930, varpå han slog sig ned i Bagdad. Efter sju år kom en försoning till stånd, men Saadja återfick dock inte sitt ämbete. Utrustad med mångsidigt vetande, sökte han bringa överensstämmelse mellan gamla testamentet, den judiska traditionen och förnuftet samt försona de med varandra på hans tid kämpande riktningarna inom judendomen. 
Hans förnämsta verk är ett stort, på arabiska författat arbete: El-amanat wa-l-i’tikadat (Trosläror och dogmer), senare översatt till hebreiska under titeln Emunoth we-de’oth (utgivet 1562, sedan många gånger), och en arabisk bibelöversättning med kommentar, som antagligen omfattat hela gamla testamentet, även om en stor del gått förlorad. En edition av Saadjas samtliga till våra dagar bevarade skrifter påbörjades av J. Derenbourg 1893, men avbröts genom utgivarens död, och av de i denna upplaga ingående delarna av bibelöversättningen hade år 1916 endast Pentateuken, Jesajas bok, Ordspråksboken och Jobs bok utkommit. På det filologiska området skrev Saadja flera banbrytande arbeten, nämligen kutub el-lura, "språkliga avhandlingar", som vi känner endast genom citat, agron, ett lexikon (varav endast fragment bevarats) och tafsir es-sab’in lafza el-farda, "förklaring av sjuttio (skrivfel för nittio, egentligen nittioett) hapaxlegomena". Han skrev även Tafsir, den första bibelöversättningen till arabiska.

## Fotnoter
1. ↑  Katalog der Deutschen Nationalbibliothek, Deutsche Nationalbibliotheks katalog-id-nummer: 118604414, läst: 28 maj 2023.[källa från Wikidata]
2. ↑  Född 882 enligt Groth (2000) och Nationalencyklopedin, född 892 enligt Nordisk familjebok